# Ahn Junghyo
Ahn Junghyo (Mapo-gu, 2 de diciembre de 1941-1 de julio de 2023) fue un novelista y traductor literario coreano.

## Biografía
Nació en 1941 en Seúl, donde se graduó de la Universidad Sogang en Literatura inglesa en 1965. Trabajó como escritor en inglés para el periódico The Korea Herald en 1964, y después fue director del periódico The Korea Times entre 1975 y 1976. Fue el director editorial para la división coreana de la Enciclopedia Británica desde 1971 hasta 1974.
Debutó como traductor en 1975 con la publicación por entregas de la traducción al coreano de Cien años de soledad de Gabriel García Márquez en la revista Literatura y pensamiento. Desde entonces hasta finales de los ochenta ha traducido aproximadamente 150 obras al coreano.

## Obra
Su primera novela fue Guerra blanca (Hayan jeongjeng), publicada en 1983 con una fría acogida de la crítica. Habla de sus experiencias como soldado del ejército de la República de Corea en la Guerra de Vietnam. Él mismo la tradujo al inglés y se publicó en Estados Unidos en 1989 bajo el título La insignia blanca. Se volvió a publicar en Corea en 1993 y tuvo una recepción mucho mejor que la anterior.

## Obras en coreano
- Guerra blanca (1985/1993)
- La gente del mar otoñal (가을바다 사람들) (1993)
- Semental plateado (1993)
- La vida del niño de Hollywood (헐리우드키드의 생애) (1992)

## Premios
- Premio literario Kim Yoo-jung en 1992.